# Nematopsis petiti
Nematopsis petiti is een soort in de taxonomische indeling van de Myxozoa, een stam van microscopische parasitaire dieren. Het organisme komt uit het geslacht Nematopsis en behoort tot de familie Porosporidae. Nematopsis petiti werd in 1962 ontdekt door Theodorides.